# Tropfhaus

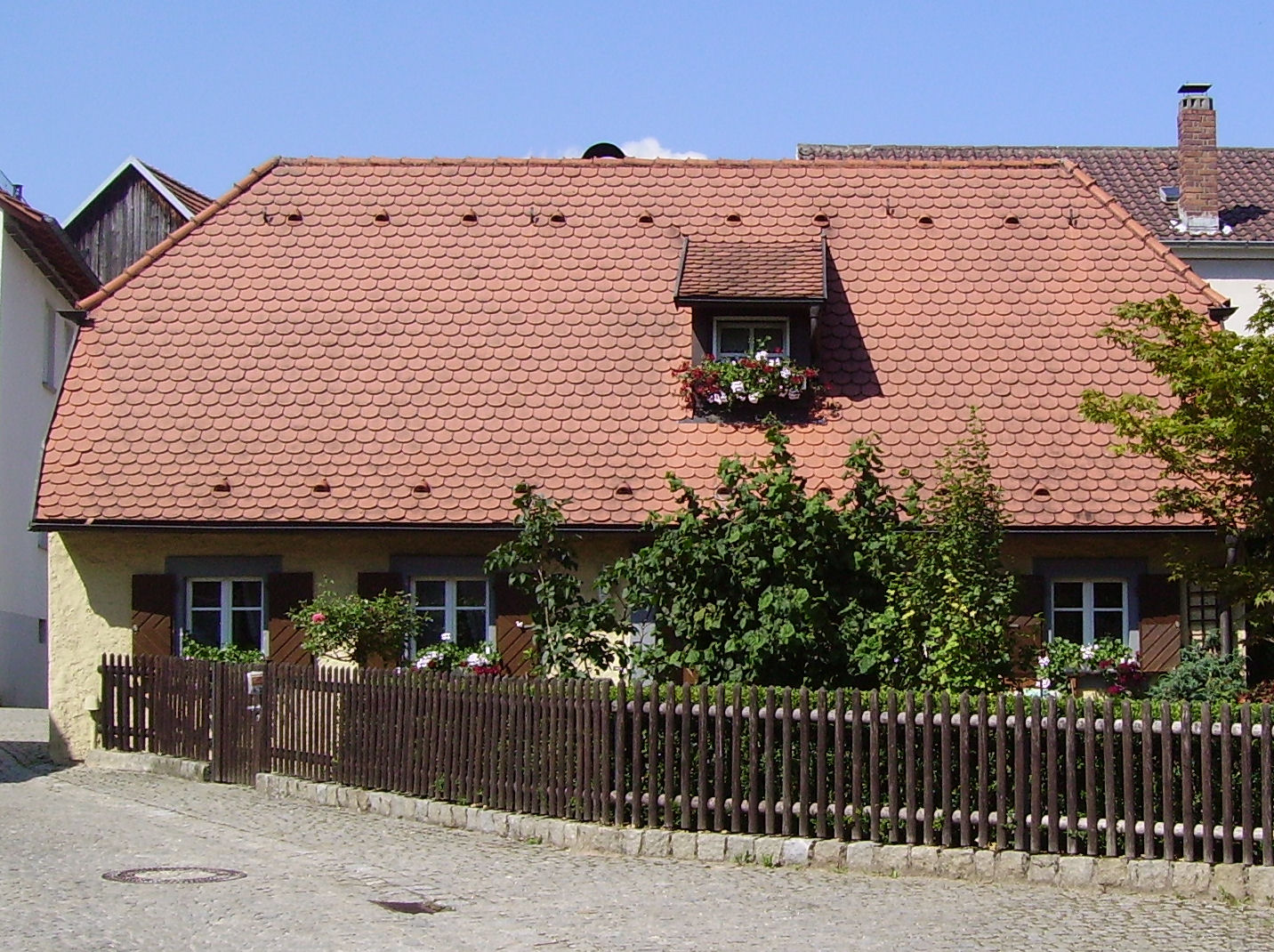
Tropfhaus in Heiligenstadt i.OFr.

Tropfhaus in Sassanfahrt (Gemeinde Hirschaid)

Typischer Grundriss eines Tropfhauses

Tropfhaus oder Trüpfhaus (auch Leerhaus) ist ein Begriff aus dem Fränkischen. Es handelt sich dabei um kleine Häuser, bei denen das Grundstück nicht weiter reichte, als die vom Dach herabfallenden Wassertropfen fielen, daher Tropfhaus.
Der Begriff Tropfhaus steht im Kontext mit anderen Formen landwirtschaftlicher Anwesen:
Hof: ein größeres Gut
Halbhof oder Gut: ein mittleres Gut
Selde oder Gütlein: ein kleines landwirtschaftliches Anwesen
Haus, Tropfhaus: ein Anwesen ohne Grundbesitz
In den Tropfhäuser, die meist nicht mehr als 30 m² Wohnfläche hatten, wohnten meist Tagelöhner, Kleinhandwerker und Heimarbeiter mit ihren oft großen Familien. Die Grundstücke waren zu klein, um darauf Landwirtschaft zur Selbstversorgung betreiben zu können.
Die erhaltenen Tropfhäuser sind meist stark überformt, so dass die ursprünglichen Maße nicht mehr zu erkennen ist. Beispielsweise sind in Sassanfahrt bei Hirschaid noch viele der ursprünglich ungefähr 80 Tropfhäuser zu sehen: In vielen Häusern des Ortes sind noch Tropfhäuser zu erkennen, einige sind gekonnt modernisiert, andere in ihrer Ursprünglichkeit erhalten. Besonders schön ist dies am Haus Neugartenstraße 1 erkennbar. Am besten kann man die früheren Wohnverhältnisse im Museum des Ortes sehen.
Tropfhäuser wurden von den Gemeinden, in Sassanfahrt vom Rittergutsbesitzer Reichsgraf Julius von Soden, oder von reicheren Bauern errichtet. Im Haus gab es eine größere Stube, die zum Arbeiten, Kochen und Schlafen diente. Die Haustür war seitlich angebracht. Hinter dem Hauseingang war noch Platz für eine Ziege oder ein Schwein. Vom Hausplatz aus führte die Bodenstiege zum Dachboden. Dort befanden sich Lebensmittel und Futter, dazwischen weitere Schlafplätze.